# Actacarus obductus
Actacarus obductus är en spindeldjursart som beskrevs av Bartsch 1977. Actacarus obductus ingår i släktet Actacarus, och familjen Halacaridae. Arten är reproducerande i Sverige.